# 화도 (팔금면)
화도(花島)는 전라남도 신안군 팔금면에 있는 섬이다. 특정도서로 지정하여 관리되고 있다.

## 특정도서
화도는 지형 경관이 우수하고, 고란초, 왕자귀나무 등 멸종위기/보호종이 자생하고 있고, 풍하혈, 타포니 등이 발달하여 독도 등 도서지역의 생태계보전에 관한 특별법에 의거 특정도서로 지정되었다.
- 지정번호 : 제129호
- 면적 : 334m2
- 지번 : 전라남도 신안군 팔금면 진고리 산15

## 지리
증도(曾島)의 우전리(羽田里) 남동쪽 1km의 간석지에 위치한다. 동쪽에는 병풍도(屛風島), 대·소기점도(大小奇點島), 소악도(小岳島), 남쪽에 갈매섬 등이 있다. 북쪽으로 좁고 길쭉한 곶(串)이 뻗어나가면서 왼쪽의 짧은 곶과 함께 만(灣)을 이루고, 남서쪽과 남동쪽에도 지느러미 모양의 돌출부가 있다. 면적은 0.2km2, 인구는 63명(2001), 23가구이다.
김·대하 양식이 활발하다. 특히 김은 전체 87ha의 양식장에서 연간 5만 섬이 생산되는 등 주민소득의 많은 부분을 차지한다. 갯바위와 선상 낚시터로도 인기가 있는데, 주어종은 농어와 도미이다. 낮고 평평한 경작지에서는 농업이 행해진다.

## 역사
사람이 살기 시작한 것은 18세기 중엽으로, 한양조씨(漢陽趙氏)가 처음 들어왔고, 뒤에 순흥안씨(順興安氏)가 들어와 정착 마을이 되었다. 신증동국여지승람에 "주위가 50리이다."는 기록이 나온다. 섬은 원래 삭막하고 풀도 나지 않는 바위섬이었으나, 선화공주가 이 섬에 귀양살이하며 애원한 결과 기름진 땅으로 변하여 외로움을 달래기 위해 가꾼 꽃이 온 섬에 가득 찼다는 전설과 함께, 지금도 선화공주의 꽃밭이라는 터가 전해지고 있다. 바닷물이 만조가 되면 섬의 모양이 꽃봉오리와 같이 아름답고 마을에 해당화가 많다 하여 꽃섬이라 부르다 1963년에 개칭하였다. 2001년 2월 신안군 '50호 미만 도서 불밝히기 사업'의 일환으로 해저케이블을 통해 전기가 연결되었다.